# Südwestfälische Freilichtbühne Freudenberg
Die Südwestfälische Freilichtbühne Freudenberg ist eine Freilichtbühne in Freudenberg im Kreis Siegen-Wittgenstein in Nordrhein-Westfalen.

Bild aus der Inszenierung Die kleine Zauberflöte 2006

Weiteres Bild aus 2006

Aladin und die Wunderlampe 2007

Der Verein der Südwestfälischen Freilichtbühne e.V. wurde im Jahre 1954 gegründet. Er ist mittlerweile zu einem bedeutenden Kulturträger in der Region Südwestfalen herangewachsen. Der Verein ist eine gemeinnützige Einrichtung. Alle Mitglieder sind ehrenamtlich engagiert. Durchschnittlich 50.000 Zuschauer sehen die Inszenierungen pro Saison.
Es sind rund 200 ehrenamtliche Mitarbeiter an der Freilichtbühne engagiert. Die Freilichtbühne finanziert sich zu über 90 Prozent aus den erwirtschafteten Eintrittsgeldern, Mitgliedsbeiträgen und Spenden. Das gesamte Geld wird wieder in die nächste Spielzeit investiert, um damit den Zuschauern immer neue Bühnentechnik oder Ausstattungen bieten zu können.
Die Freilichtbühne wird jährlich gefördert durch den Kreis Siegen-Wittgenstein und die Stadt Freudenberg.
Die Vorstellungen beginnen Anfang Juni. Der letzte Vorhang fällt in der Regel am ersten Wochenende im September. Dazwischen liegen an die 60 Vorstellungen in drei Monaten. Es gibt pro Saison jeweils ein Kinder- und Erwachsenentheater.

## Theaterstücke
| Jahr | Kinder-Theater                                            | Erwachsenen-Theater                                                                         |
| ---- | --------------------------------------------------------- | ------------------------------------------------------------------------------------------- |
| 1955 |                                                           | Wandulf der Waldschmied                                                                     |
| 1956 |                                                           | Kriegskassenraub zu Freudenberg                                                             |
| 1957 |                                                           | Bertram der Jäger                                                                           |
| 1958 |                                                           | Schulze Henrich                                                                             |
| 1959 |                                                           | Robinson soll nicht sterben                                                                 |
| 1960 |                                                           | Das Höhrrohr                                                                                |
| 1961 |                                                           | Im Weißen Rößl                                                                              |
| 1962 | Der gestiefelte Kater                                     | Wenn der Hahn kräht                                                                         |
| 1963 |                                                           | Der König kommt                                                                             |
| 1964 |                                                           | Die Weiber von Schorndorf                                                                   |
| 1965 |                                                           | Und hätte der Liebe nicht                                                                   |
| 1966 |                                                           | Sommerferien am Rhein                                                                       |
| 1967 |                                                           | Brand von Freudenberg                                                                       |
| 1968 | Der Froschkönig                                           | Einen Jux will er sich machen                                                               |
| 1969 | Schneewittchen                                            | Charlys Tante                                                                               |
| 1970 | Aschenputtel                                              | Für die Katz                                                                                |
| 1971 | Das tapfere Schneiderlein                                 | Der schwarze Hannibal                                                                       |
| 1972 | Zwerg Nase                                                | Die drei Musketiere                                                                         |
| 1973 | Der gestiefelte Kater                                     | Diener zweier Herren                                                                        |
| 1974 | Die Kette des Kalifen                                     | Immer Ärger mit den Alten                                                                   |
| 1975 | Der Räuber Hotzenplotz                                    | Weekend im Paradies                                                                         |
| 1976 | Neues vom Räuber Hotzenplotz                              | Der Schwindler                                                                              |
| 1977 | Pippi Langstrumpf                                         | Im Weißen Rößl                                                                              |
| 1978 | Hotzenplotz 3                                             | Der fröhliche Weinberg                                                                      |
| 1979 | Die kleine Hexe                                           | Das Wirtshaus im Spessart                                                                   |
| 1980 | Jim Knopf                                                 | Das kleine Teehaus                                                                          |
| 1981 | Der Räuber Hotzenplotz                                    | Charleys Tante                                                                              |
| 1982 | Die Biene Maja                                            | Der eingebildete Kranke                                                                     |
| 1983 | Pippi Langstrumpf                                         | Die Heiratsvermittlerin                                                                     |
| 1984 | Meister Eder und sein Pumuckl                             | Der Maulkorb                                                                                |
| 1985 | Der Räuber Hotzenplotz                                    | Arsen und Spitzenhäubchen                                                                   |
| 1986 | Die kleine Hexe                                           | Wo der Pfeffer wächst                                                                       |
| 1987 | Jim Knopf                                                 | Christoph Columbus                                                                          |
| 1988 | Der Zauberer von OZ                                       | Baby Hamilton                                                                               |
| 1989 | Pippi Langstrumpf                                         | Weekend im Paradies                                                                         |
| 1990 | Jim Knopf und die Wilde 13                                | Verwandte sind auch Menschen                                                                |
| 1991 | Die kleine Hexe                                           | Der Talisman                                                                                |
| 1992 | Hotzenplotz                                               | Zieh den Stecker raus, das Wasser kocht                                                     |
| 1993 | Das Dschungelbuch                                         | Der Bürger als Edelmann                                                                     |
| 1994 | Pippi Langstrumpf                                         | Wirtshaus im Spessart                                                                       |
| 1995 | Jim Knopf                                                 | Das kleine Teehaus                                                                          |
| 1996 | Der Zauberer von OZ                                       | Der Weiberklatsch                                                                           |
| 1997 | Ronja Räubertochter                                       | Don Camillo und Peppone                                                                     |
| 1998 | Die kleine Hexe                                           | Der fröhliche Weinberg                                                                      |
| 1999 | Der Räuber Hotzenplotz                                    | Der Florentinerhut                                                                          |
| 2000 | Pinocchio                                                 | Der Floh im Ohr                                                                             |
| 2001 | Peter Pan                                                 | Ein Toller Tag (Figaros Hochzeit)                                                           |
| 2002 | Robin Hood                                                | Mein Freund Harvey                                                                          |
| 2003 | Die Biene Maja                                            | Der Geizige                                                                                 |
| 2004 | Rabatz im Zauberwald                                      | Viel Lärm um nichts                                                                         |
| 2005 | Jim Knopf und die Wilde 13                                | Der Bürger als Edelmann                                                                     |
| 2006 | Die kleine Zauberflöte                                    | Der nackte Wahnsinn                                                                         |
| 2007 | Aladin und die Wunderlampe                                | Charly’s Tante                                                                              |
| 2008 | Das kleine Gespenst                                       | Pygmalion                                                                                   |
| 2009 | Wickie und die starken Männer                             | Der Diener zweier Herren                                                                    |
| 2010 | Urmel aus dem Eis                                         | Weekend im Paradies                                                                         |
| 2011 | Der Zauberer von Oz                                       | Der Floh im Ohr                                                                             |
| 2012 | Peter Pan                                                 | Don Camillo und Peponne                                                                     |
| 2013 | Ein Zeitgeist im Märchenland                              | Im weißen Rössl                                                                             |
| 2014 | In 80 Tagen um die Welt                                   | Die drei von der Tankstelle                                                                 |
| 2015 | Die Schatzinsel                                           | Pension Schöller                                                                            |
| 2016 | Die kleine Hexe                                           | Der Vogelhändler                                                                            |
| 2017 | Jim Knopf und Lukas der Lokomotivführer                   | Die Drei Musketiere                                                                         |
| 2018 | Pippi Langstrumpf                                         | Kohlhiesels Töchter                                                                         |
| 2019 | Peterchens Mondfahrt                                      | Ein toller Einfall                                                                          |
| 2020 | Das Dschungelbuch (aufgrund der Corona-Pandemie abgesagt) | Wochenend´ und Sonnenschein (aufgrund der Corona-Pandemie in die Spielzeit 2022 verschoben) |
| 2021 | Räuber Hotzenplotz                                        | Sind denn alle verrückt geworden?                                                           |
| 2022 | Alice im Wunderland                                       | Wochenend´ und Sonnenschein                                                                 |
| 2023 | Biene Maja                                                | Robin Hood                                                                                  |
| 2024 | Dr. Dolittle                                              | Weekend im Paradies                                                                         |

## Prädikat Kinderfreundlich
Für ihre langjährige herausragende Kinder-Kulturarbeit wurde der Bühne im August 1997 von den Jugendämtern des Kreises Siegen-Wittgenstein und der Stadt Siegen das Prädikat „kinderfreundlich“ verliehen. Damit wurde die bisherige Programmgestaltung und die kindgerechten Inszenierungen besonders gewürdigt. Herausragendes und wichtigstes Kriterium für die Jury war auch, dass bei der Freilichtbühne unter Anleitung von Erwachsenen Kinder und Jugendliche in die Theaterarbeit eingebunden sind und somit für ihre Altersgruppen aktiv auf der Bühne stehen.